# EA Salt Lake
EA Salt Lake，是美国犹他州盐湖城的一个游戏开发商。该工作室为艺电所有。
1992年，EA Salt Lake由该工作室的总裁Vance Cook创立，当时名为Headgate Studios。Vance Cook曾是Access Software旗下高尔夫模拟游戏的程序员，因此他有足够的知识和经验知道如何制作高尔夫游戏。Headgate的第一个产品是PentaCalc，该软件是Windows系统的科学计算器。
1996年到1999年，Headgate开发高尔夫游戏并在Sierra Entertainment的Sierra's Front Page Sports brand中发行。1996年4月该工作室被Sierra Entertainment收购。高尔夫游戏后来被冠名为PGA锦标赛高尔夫球场。在1999年2月22日Sierra Entertainment宣布公司进行重组，出售该工作室出售给Vance Cook，于是该工作室成为新的独立公司。
2000年，该工作室开始通过艺电出版游戏。该工作室在PC的高尔夫游戏引擎的基础上开发Tiger Woods PGA Tour。该游戏的2007年版本由EA分配去开发PC，PS2，Wii和Xbox版本，和PC，PS2和Wii为2008年版本则被EA分配去开发PC，PS2，Wii（Xbox版本则被腰斩）。
从2001年至2007年，该工作室负责开发EA Sports Tiger Woods golf的每一个Windows版本，并获得业界评论家的好评，获得了众多的行业奖项。
2006年12月1日，该工作室被艺电收购。该工作室被改名为EA Salt Lake。该工作室的开发工作焦点为任天堂的新主机Wii。
2010年7月21日，该工作室从犹他州Bountiful搬到犹他州盐湖城。